# België op de Paralympische Winterspelen 1994
België is een van de landen die deelnam aan de Paralympische Winterspelen 1994 in het Noorse Lillehammer.

## Medailleoverzicht
| Sport       | Paralympiër   | Onderdeel             | Medaille |
| ----------- | ------------- | --------------------- | -------- |
| Alpineskiën | Willy Mercier | Super G Klasse B1 (m) | Brons    |

## Deelnemers en resultaten
(m) = mannen, (v) = vrouwen 

### Alpineskiën
| Paralympiër    | Onderdeel                  | Resultaat | Prestatie         |
| -------------- | -------------------------- | --------- | ----------------- |
| Harry Geyskens | Afdaling Klasse B3 (m)     | 5de       | 1:47.56           |
| Harry Geyskens | Reuzenslalon Klasse B3 (m) | DNF       | Niet gefinisht    |
| Harry Geyskens | Slalom Klasse B3 (m)       | DSQ       | Gediskwalificeerd |
| Harry Geyskens | Super-G Klasse B3 (m)      | 6de       | 1:55.67           |
| Willy Mercier  | Reuzenslalon Klasse B1 (m) | 7de       | 7:26.18           |
| Willy Mercier  | Slalom Klasse B1-2 (m)     | DNF       | Niet gefinisht    |
| Willy Mercier  | Super-G Klasse B1 (m)      | Brons     | 4:29.09           |

Australië · 
België · 
Bulgarije · 
Canada · 
Denemarken · 
Duitsland · 
Estland · 
Finland · 
Frankrijk · 
Groot-Brittannië · 
IJsland · 
Italië · 
Japan · 
Kazachstan · 
Korea · 
Letland · 
Liechtenstein · 
Litouwen · 
Nederland · 
Nieuw-Zeeland · 
Noorwegen · 
Oostenrijk · 
Polen · 
Rusland · 
Slowakije · 
Spanje · 
Tsjechië · 
Verenigde Staten · 
Wit-Rusland · 
Zweden · 
Zwitserland